# Rodolphe Elmira
Rodolphe Elmira est un footballeur professionnel français né le 12 octobre 1962 au  Lamentin. Il évoluait au poste de défenseur.

## Biographie
Au cours de sa carrière professionnelle, Rodolphe Elmira dispute 298 matchs dans le championnat de France de Division 2, passant notamment par Louhans-Cuiseaux, Grenoble, Le Mans et Bourges. 
À partir de 1994, il poursuit sa carrière professionnelle en Suisse, à l'Étoile Carouge, où il met un terme à sa carrière en l'an 2000.